# Вільям Блейсделл
Вільям Блейсделл (англ. William Blaisdell; 1865 — 1 січня 1931) — американський актор театру і кіно.

## Життєпис
Серед його ролей на сцені був Маркіз де Понсабле в комічній опері Жака Оффенбаха «Мадам Фавар». Він також зіграв у ряді комедійних короткометражних фільмів з Гарольдом Ллойдом в 1918 році.
Блейсделл помер у 1931 році. Його вдова, акторка Клари Лавін, померла у віці 75 років 29 грудня 1948 року.

## Фільмографія
- 1917 — Жвавий крок / Step Lively
- 1917 — За морською хвилею / By the Sad Sea Waves
- 1917 — Острів веселки / Rainbow Island
- 1917 — Соромливий / Bashful
- 1918 — Бензинове весілля / A Gasoline Wedding
- 1918 — Візьміть можливість / Take a Chance
- 1918 — Два пістолета Гасі / Two-Gun Gussie
- 1918 — Десь у Туреччині / Somewhere in Turkey
- 1918 — Сюди приходять дівчата / Here Come the Girls
- 1918 — На стрибку / On the Jump
- 1918 — Свисни у вуса / Pipe the Whiskers
- 1918 — Міський пройдисвіт / The City Slicker
- 1918 — Рада / The Tip
- 1918 — Романтичний Озарк / An Ozark Romance
- 1918 — Машина молодості / Hear 'Em Rave
- 1918 — Пожежний, врятуйте мою дитину / Fireman, Save My Child
- 1918 — Ошуканці дійсно нечесні?
- 1924 — Гонка долі / Racing Luck